# Liste der Baudenkmäler in Erlangen/S
Diese Liste ist eine Teilliste der Liste der Baudenkmäler in Erlangen. Grundlage der Liste ist die Bayerische Denkmalliste, die auf Basis des bayerischen Denkmalschutzgesetzes vom 1. Oktober 1973 erstmals erstellt wurde und seither durch das Bayerische Landesamt für Denkmalpflege geführt und aktualisiert wird. Die folgenden Angaben ersetzen nicht die rechtsverbindliche Auskunft der Denkmalschutzbehörde.
Dieser Teil der Liste beschreibt die denkmalgeschützten Objekte an folgenden Straßen:
- Schenkstraße
- Schiffstraße
- Schillerstraße
- Schleifmühle
- Schloßgarten
- Schloßplatz
- Schuhstraße
- Schulstraße
- Schwabachanlage
- Sieboldstraße
- Sieglitzhofer Straße
- Siemenspromenade
- Spardorfer Straße
- Südliche Stadtmauerstraße

## Schenkstraße
| Lage                                       | Objekt                        | Beschreibung | Akten-Nr.               | Bild                          |
| ------------------------------------------ | ----------------------------- | --- | ----------------------- | ----------------------------- |
| Schenkstraße 28, 30, 32, 34, 36 (Standort) | Baugenossenschafts-Wohnanlage | Reihe geschlossener erdgeschossiger Wohnhäuser, jeweils mit Zwerchhaus, 1920/25; die Anlage setzt sich an der Liebigstraße fort, siehe Liebigstraße 1, 3, 5, 7, 9, 11 | D-5-62-000-573 Wikidata | Baugenossenschafts-Wohnanlage |

## Schiffstraße
| Lage                       | Objekt                      | Beschreibung | Akten-Nr.                         | Bild                        |
| -------------------------- | --------------------------- | --- | --------------------------------- | --------------------------- |
| Schiffstraße 1 (Standort)  | Bürgerhaus                  | Zweigeschossiger Traufseitbau, Zwerchhaus, 1721                                                                    | D-5-62-000-574 Wikidata           | Bürgerhaus                  |
| Schiffstraße 2 (Standort)  | Walmdachbau und Hofeinfahrt | Erdgeschossiger Walmdachbau und Hofeinfahrt, bezeichnet „1838“; zu Theaterstraße 1 und Wasserturmstraße 14 gehörig | D-5-62-000-576 zugehörig Wikidata | Walmdachbau und Hofeinfahrt |
| Schiffstraße 5 (Standort)  | Bürgerhaus                  | Zweigeschossiger Traufseitbau, Erdgeschoss Sandsteinquader, Zwerchhaus, 1718                                       | D-5-62-000-577                    | Bürgerhaus                  |
| Schiffstraße 6 (Standort)  | Bürgerhaus                  | Zweigeschossiger Traufseitbau, erstes Drittel 18. Jahrhundert                                                      | D-5-62-000-578 Wikidata           | BW                          |
| Schiffstraße 7 (Standort)  | Bürgerhaus                  | Dreigeschossiger Traufseitbau, Erdgeschoss Sandsteinquader, 1716, drittes Geschoss 1860                            | D-5-62-000-579 Wikidata           | weitere Bilder              |
| Schiffstraße 8 (Standort)  | Bürgerhaus                  | Zweigeschossiger Traufseitbau, erstes Drittel 18. Jahrhundert                                                      | D-5-62-000-580                    | BW                          |
| Schiffstraße 9 (Standort)  | Bürgerhaus                  | Zweigeschossiger Traufseitbau, 1716, Sandsteinquader modern verputzt                                               | D-5-62-000-581 Wikidata           | weitere Bilder              |
| Schiffstraße 10 (Standort) | Bürgerhaus                  | Zweigeschossiger Traufseitbau, erstes Drittel 18. Jahrhundert                                                      | D-5-62-000-582                    | BW                          |
| Schiffstraße 11 (Standort) | Bürgerhaus                  | Zweigeschossiger Traufseitbau, Zwerchhaus, 1716                                                                    | D-5-62-000-583                    | weitere Bilder              |
| Schiffstraße 12 (Standort) | Bürgerhaus                  | Zweigeschossiger Traufseitbau, erstes Drittel 18. Jahrhundert                                                      | D-5-62-000-584                    | BW                          |
| Schiffstraße 14 (Standort) | Bürgerhaus                  | Zweigeschossiger Eckbau mit Walmdach, bezeichnet „1710“                                                            | D-5-62-000-586 Wikidata           | BW                          |

## Schillerstraße
| Lage                               | Objekt                                              | Beschreibung | Akten-Nr.                | Bild            |
| ---------------------------------- | --------------------------------------------------- | --- | ------------------------ | --------------- |
| Schillerstraße 2 (Standort)        | Mietshaus                                           | Backsteinbau, Neurenaissance, um 1890; siehe auch Ensemble Bismarckstraße                                                                                               | D-5-62-000-588 Wikidata  | BW              |
| Schillerstraße 3 (Standort)        | Eckwohnhaus                                         | Historistischer Bau mit Eckturm, 1888 nach Plan von Casimir Böhner | D-5-62-000-984 Wikidata  | Eckwohnhaus     |
| Schillerstraße 7 (Standort)        | Mietshaus                                           | Sandsteinquaderbau, 1885/88 Mit Garteneinfassung | D-5-62-000-590 Wikidata  | Mietshaus       |
| Schillerstraße 9, 11 (Standort)    | Doppel-Wohnhaus                                     | Backstein mit Inkrustationen, seitlich vorgezogene Giebelbauten, um 1900 Mit Garteneinfassung                                                                           | D-5-62-000-591 Wikidata  | Doppel-Wohnhaus |
| Schillerstraße 12 (Standort)       | Marie-Therese-Gymnasium                             | Aufwendiger Neubarockbau, 1909 | D-5-62-000-592 Wikidata  | weitere Bilder  |
| Schillerstraße 17 (Standort)       | Wohnhaus                                            | Villenartig, neubarock mit Schweifgiebel, 1905 | D-5-62-000-593 Wikidata  | Wohnhaus        |
| Schillerstraße 18 (Standort)       | Wohnhaus                                            | Villenartig, mit Vorbau, um 1900 | D-5-62-000-594 Wikidata  | BW              |
| Schillerstraße 20, 22 (Standort)   | Doppelwohnhaus                                      | Mit seitlichen Giebelbauten, Jugendstil, 1906 | D-5-62-000-595 Wikidata  | BW              |
| Schillerstraße 21, 23 (Standort)   | Doppelwohnhaus                                      | Erdgeschossiger Mansarddachbau mit reichen Dachausbauten, im späten klassizisierenden Jugendstil, 1909/1910 errichtet nach Plänen des Architekturbüros Gehring und Popp | D-5-62-000-957 Wikidata  | weitere Bilder  |
| Schillerstraße 37, 39 (Standort)   | Doppelhaus                                          | Zweigeschossiger Walmdachbau im sachlichen Stil, „1932“ (bezeichnet) von Emil Zerler                                                                                    | D-5-62-000-1005 Wikidata | BW              |
| Schillerstraße 48, 50 (Standort)   | Doppelwohnhaus                                      | Mit Staffelgiebel, Hausfigur Schiller, 1926, bezeichnet „1927“ | D-5-62-000-596 Wikidata  | weitere Bilder  |
| Schillerstraße 52 a, 54 (Standort) | Ehemaliges Wagengebäude der Neuen Infanteriekaserne | Langgezogener Ziegelsteinbau mit Fachwerkobergeschoss, um 1890/93; gleichzeitig mit der Gebäudegruppe Drausnickstraße 1, 1a und 1b errichtet, vgl. dort                 | D-5-62-000-1009 Wikidata | weitere Bilder  |

## Schleifmühle
| Lage                           | Objekt       | Beschreibung | Akten-Nr.                | Bild           |
| ------------------------------ | ------------ | --- | ------------------------ | -------------- |
| Schleifmühle 1, 1 a (Standort) | Schleifmühle | Mühlenanwesen, im strengen Neurenaissancestil, bestehend aus dreieinhalbgeschossigem Mühlengebäude, bezeichnet „1885“, mit zweigeschossigem Mühlenwohnhaus von 1890 Gittertor zum Hof, um 1890 | D-5-62-000-1000 Wikidata | weitere Bilder |

## Schloßgarten
| Lage                           | Objekt                                                                        | Beschreibung | Akten-Nr.                         | Bild             |
| ------------------------------ | ----------------------------------------------------------------------------- | --- | --------------------------------- | ---------------- |
| Schloßgarten (Standort)        | Schlossgarten                                                                 | Ursprünglich barocke Anlage aus der Zeit der Errichtung des Schlosses, nach 1700, 1786 bis 1826 Umwandlung im englischen Gartenstil; im 19. Jahrhundert mehrfach Schmälerung der Gartenfläche, besonders im Osten                         | D-5-62-000-597 Wikidata           | weitere Bilder   |
| Schloßgarten (Standort)        | Hugenottenbrunnen                                                             | 1705/06, von Elias Räntz | D-5-62-000-597 zugehörig Wikidata | weitere Bilder   |
| Schloßgarten (Standort)        | Reiterdenkmal im Schlossgarten                                                | Reiterdenkmal des Markgrafen Christian Ernst, 1711/12, wohl von Elias Räntz | D-5-62-000-597 zugehörig Wikidata | weitere Bilder   |
| Schloßgarten (Standort)        | Schrebersäule, Gedenkstein für Johann Christian von Schreber, verstorben 1810 | | D-5-62-000-597 zugehörig Wikidata | weitere Bilder   |
| Schloßgarten (Standort)        | Rückert-Brunnen                                                               | 1904, von Theodor Fischer | D-5-62-000-597 zugehörig Wikidata | weitere Bilder   |
| Schloßgarten (Standort)        | Sechs Steinbänke                                                              | Sandstein, wohl noch 18. Jahrhundert | D-5-62-000-597 zugehörig Wikidata | Sechs Steinbänke |
| Schloßgarten 1 (Standort)      | Orangerie                                                                     | Zentraler Saalbau mit zwei im Viertelkreis geführten Flügeln, deren Stirnseiten rechteckig nach außen erweitert, Plan wohl von Antonio della Porta, Ausführung durch Gottfried von Gedeler, 1705/06; Stuckausstattungen der Erbauungszeit | D-5-62-000-598 Wikidata           | weitere Bilder   |
| Schloßgarten 5, 5 a (Standort) | Ehemalige Konkordienkirche                                                    | Mittelteil als Schlosskirche 1708 unter Leitung von Gottfried von Gedeler errichtet, Einweihung 1710, 1743 Profanierung 1804/24 Flügel-Anbauten, in der jetzigen Form seit 1896 Weitere Anbauten 1948 ff.                                 | D-5-62-000-599 Wikidata           | weitere Bilder   |

## Schloßplatz
| Lage                     | Objekt                                                                            | Beschreibung | Akten-Nr.               | Bild           |
| ------------------------ | --------------------------------------------------------------------------------- | --- | ----------------------- | -------------- |
| Schloßplatz (Standort)   | Markgrafendenkmal, Denkmal des Markgrafen Friedrich III., Gründer der Universität | 1843 errichtet von König Ludwig I., Entwurf von Ludwig von Schwanthaler, Guss von Johann Baptist Stiglmaier                                                                                  | D-5-62-000-603 Wikidata | weitere Bilder |
| Schloßplatz 4 (Standort) | Markgräfliches Schloss Erlangen                                                   | Dreigeschossiger gestreckter Quaderbau mit Mittelrisalit, 1700–04 wohl nach Entwurf von Antonio della Porta errichtet, 1821/23 nach Brand erneuert Mit zwei Engelskulpturen, 18. Jahrhundert | D-5-62-000-600 Wikidata | weitere Bilder |
| Schloßplatz 5 (Standort) | Café Mengin                                                                       | Zweigeschossiger Walmdach-Eckbau, 1699 | D-5-62-000-601 Wikidata | weitere Bilder |
| Schloßplatz 7 (Standort) | Bürgerhaus                                                                        | Dreigeschossiger Eckbau mit Walmdach und Zwerchhäusern, als Richthaus von besonderer städtebaulicher Bedeutung, 1686/87                                                                      | D-5-62-000-602 Wikidata | Bürgerhaus     |

## Schuhstraße
| Lage                      | Objekt                                         | Beschreibung | Akten-Nr.               | Bild                  |
| ------------------------- | ---------------------------------------------- | --- | ----------------------- | --------------------- |
| Schuhstraße 3 (Standort)  | Bürgerhaus                                     | Zweigeschossiger Sandsteinquaderbau mit Zwerchhaus, 1721 (datiert), erweitert 1829 (datiert) | D-5-62-000-605 Wikidata | Bürgerhaus            |
| Schuhstraße 4 (Standort)  | Ehemaliges Gasthaus Marxei                     | Erdgeschossiges Kleinhaus, Sandsteinquader, Zwerchhaus, 1712 | D-5-62-000-606 Wikidata | BW                    |
| Schuhstraße 8 (Standort)  | Bürgerhaus                                     | Zweigeschossiger Traufseitbau, Sandsteinquader, Mansarddach, 1713, Obergeschoss 1926 | D-5-62-000-607 Wikidata | BW                    |
| Schuhstraße 10 (Standort) | Bürgerhaus                                     | Zweigeschossiger Traufseitbau, Sandsteinquader, 1717, Obergeschoss vermutlich 1773 | D-5-62-000-608 Wikidata | BW                    |
| Schuhstraße 14 (Standort) | Ehemalige Landeszentralbank                    | Eckbau mit Mansarddach, im Erlanger Stil, nach Planung von 1927 von Architekt Meister und Reichsoberbaurat Heinrich Wolff | D-5-62-000-609 Wikidata | weitere Bilder        |
| Schuhstraße 19 (Standort) | Ehemaliges Institut für angewandte Chemie      | Palaisartiger, ausgedehnter Neubarockbau, 1914 bis 1916 von Friedrich Schmidt | D-5-62-000-610 Wikidata | weitere Bilder        |
| Schuhstraße 20 (Standort) | Villa                                          | Zweigeschossig, spätklassizistisch, um 1860 | D-5-62-000-611 Wikidata | Villa                 |
| Schuhstraße 22 (Standort) | Mietshaus                                      | Dreigeschossig, barockisierender Jugendstil, 1909 | D-5-62-000-612 Wikidata | Mietshaus             |
| Schuhstraße 36 (Standort) | Verwaltungsbau der Allgemeine Ortskrankenkasse | Barockisierend mit Mansarddach, 1926 | D-5-62-000-613 Wikidata | weitere Bilder        |
| Schuhstraße 39 (Standort) | Mietswohnhaus                                  | viergeschossiger, L-förmiger Eckbau mit Satteldächern, gerundetem Eckerker mit Welscher Haube und Hausteingliederung, Erdgeschoss rustiziert, Obergeschosse in freisichtigem Ziegelsteinmauerwerk, von Georg Krämer, 1908/09 | D-5-62-000-1354         | BW                    |
| Schuhstraße 41 (Standort) | Justizvollzugsanstalt                          | Zwei pavillonartige Walmdachbauten mit Zwischentrakt, 1939 | D-5-62-000-614 Wikidata | Justizvollzugsanstalt |

## Schulstraße
| Lage                      | Objekt                                                      | Beschreibung | Akten-Nr.               | Bild                                                        |
| ------------------------- | ----------------------------------------------------------- | --- | ----------------------- | ----------------------------------------------------------- |
| Schulstraße (Standort)    | Stadtmauer, Reste der Stadtbefestigung des 15. Jahrhunderts | Von Schulstraße 1 bis 11 (ungerade Nummern) und in den Gärten zu Schulstraße 10, 12, 13.                            | D-5-62-000-616 Wikidata | Stadtmauer, Reste der Stadtbefestigung des 15. Jahrhunderts |
| Schulstraße 10 (Standort) | Bürgerhaus                                                  | Zweigeschossiger Traufseitbau, Sandsteinquader im Erdgeschoss, um 1720                                              | D-5-62-000-617 Wikidata | Bürgerhaus                                                  |
| Schulstraße 12 (Standort) | Bürgerhaus                                                  | Zweigeschossiger Traufseitbau, Sandsteinquader im Erdgeschoss, wohl nach 1706                                       | D-5-62-000-618 Wikidata | Bürgerhaus                                                  |
| Schulstraße 14 (Standort) | Bürgerhaus                                                  | Eckbau, zweigeschossig, mit Walmdach, Sandsteinquader, wohl erste Hälfte 18. Jahrhundert Tormauer bezeichnet „1706“ | D-5-62-000-619 Wikidata | Bürgerhaus                                                  |

## Schwabachanlage
| Lage                          | Objekt                                                                       | Beschreibung             | Akten-Nr.               | Bild           |
| ----------------------------- | ---------------------------------------------------------------------------- | ------------------------ | ----------------------- | -------------- |
| Schwabachanlage 10 (Standort) | Nordflügel der ehemaligen Kreisirrenanstalt, heute Humangenetisches Institut | Vgl. Maximiliansplatz 2. | D-5-62-000-453 Wikidata | weitere Bilder |

## Sieboldstraße
| Lage                       | Objekt                        | Beschreibung                                                 | Akten-Nr.               | Bild           |
| -------------------------- | ----------------------------- | ------------------------------------------------------------ | ----------------------- | -------------- |
| Sieboldstraße 2 (Standort) | Amtsgericht Erlangen (Altbau) | Neuklassizistisch mit Steilwalmdach, errichtet 1938 bis 1941 | D-5-62-000-620 Wikidata | weitere Bilder |

## Sieglitzhofer Straße
| Lage                              | Objekt                                         | Beschreibung | Akten-Nr.               | Bild           |
| --------------------------------- | ---------------------------------------------- | --- | ----------------------- | -------------- |
| Sieglitzhofer Straße 4 (Standort) | Evangelisch-Lutherische Pfarrkirche St. Markus | Satteldachbau mit Spitzhelmturm an der Südecke der Hauptfassade und nördlichem Emporenanbau, Ziegelsteinbau in traditionellen Formen, nach Entwurf von Gottlieb Schwemmer durch Kurt Engelhardt ausgeführt, 1955 geweiht; mit Ausstattung, vor allem Orgel, 1733 von Johann Glis | D-5-62-000-621 Wikidata | weitere Bilder |

## Siemenspromenade
| Lage | Objekt                                                     | Beschreibung | Akten-Nr.                | Bild |
| --- | ---------------------------------------------------------- | --- | ------------------------ | ---- |
| Siemenspromenade 9, 10, 11, 12, Hertha-Sponer-Weg 1, 2, 3, 4, Paul-Gossen-Straße 78, 80, 82, Schuckertstraße 1, 3, 4, 5, 6 (Standort) | Zentraler Bereich des Forschungszentrums der Firma Siemens | Gebäude 32, siebengeschossiger Stahlbetonbau, Laborbau Allgemeine Physik mit quadratisch gerasterter Glasfassade; über Verbindungsgang angeschlossen niedrigerer Flachdachbau mit rhombenartigem Grundriss; vorgelagert rechteckiger Kühlteich; nach Plänen des Architekten Hans Maurer und der Bauabteilung der Siemens AG, 1959–1964; siehe auch: Ensemble Siemens Forschungszentrum Kinetische Plastik im Teich, zwei Stahlstelen, von George Rickey, 1964 | D-5-62-000-1031 Wikidata | BW   |

## Spardorfer Straße
| Lage                            | Objekt                                                  | Beschreibung | Akten-Nr.               | Bild           |
| ------------------------------- | ------------------------------------------------------- | --- | ----------------------- | -------------- |
| Spardorfer Straße (Standort)    | Gedenkstein im Eichenwald, Denkmal mit zwei Steinbänken | 1910 | D-5-62-000-623 Wikidata | weitere Bilder |
| Spardorfer Straße 33 ()         | Wohnhaus                                                | zweigeschossiger, verputzter Massivbau mit Walmdach, Zwerchhäusern, dreiseitigem Bodenerker und straßenseitigem Treppenhausrisalit mit Schweifgiebel, neubarock, von Steidel & Gehring, 1913, Aus- und Umbau des Dachgeschosses von Wolfgang Steidel, 1933 | D-5-62-000-1355         |                |
| Spardorfer Straße 38 (Standort) | Villa                                                   | Walmdachbau mit halbrundem Vorbau, darüber Terrasse, um 1925 | D-5-62-000-622 Wikidata | Villa          |
| Spardorfer Straße 80 a ()       | Rest eines Brunnens, sogenannter Saubrunnen             | runder Brunnenschacht aus Sandsteinquadern, 19. Jahrhundert | D-5-62-000-1490         |                |

## Südliche Stadtmauerstraße
| Lage                                    | Objekt                                                        | Beschreibung | Akten-Nr.               | Bild                                                          |
| --------------------------------------- | ------------------------------------------------------------- | --- | ----------------------- | ------------------------------------------------------------- |
| Südliche Stadtmauerstraße 9 (Standort)  | Wohnhaus                                                      | Erdgeschossiger Mansarddachbau, 18./frühes 19. Jahrhundert                                                                                       | D-5-62-000-625 Wikidata | Wohnhaus                                                      |
| Südliche Stadtmauerstraße 14 (Standort) | Wohnhaus                                                      | Zweigeschossiger Eckbau mit Walmdach, Erdgeschoss Sandsteinquader, 1718, Obergeschoss 1888                                                       | D-5-62-000-626 Wikidata | Wohnhaus                                                      |
| Südliche Stadtmauerstraße 21 (Standort) | Erlenburg, Gesellschaftsgebäude der Schlaraffia               | In gotisierend-expressionistischen Formen, 1925 Hierzu Rest der Stadtmauer (Polizeimauer), Anfang 18. Jahrhundert                                | D-5-62-000-627 Wikidata | Erlenburg, Gesellschaftsgebäude der Schlaraffia               |
| Südliche Stadtmauerstraße 25 (Standort) | Kitzmann-Bräu                                                 | Langgestreckter Sandsteinquaderbau, 1721, angeglichenes Obergeschoss, um 1860 Polizeimauer                                                       | D-5-62-000-628 Wikidata | weitere Bilder                                                |
| Südliche Stadtmauerstraße 26 (Standort) | Evangelisch-lutherisches Pfarrhaus der Neustadt (Rückgebäude) | Sandsteinquaderbau, zweigeschossig, Rückgebäude von Friedrichstraße 15, vor 1756, Obergeschoss angeblich später                                  | D-5-62-000-629 Wikidata | Evangelisch-lutherisches Pfarrhaus der Neustadt (Rückgebäude) |
| Südliche Stadtmauerstraße 40 (Standort) | Bürgerhaus                                                    | Zweiflügeliger Eckbau, Erdgeschoss Sandsteinquader, angeblich 1736 erbaut von Franz Peter Navelot; symmetrische Verbindung zu Friedrichstraße 33 | D-5-62-000-631 Wikidata | Bürgerhaus                                                    |

## Ehemalige Baudenkmäler
In diesem Abschnitt sind Objekte aufgeführt, die früher einmal in der Denkmalliste eingetragen waren, jetzt aber nicht mehr. Objekte, die in anderem Zusammenhang also z. B. als Teil eines Baudenkmals weiter eingetragen sind, sollen hier nicht aufgeführt werden. Aktennummern in diesem Abschnitt sind ehemalige, jetzt nicht mehr gültige Aktennummern.

| Lage                       | Objekt     | Beschreibung                                                           | Akten-Nr.               | Bild           |
| -------------------------- | ---------- | ---------------------------------------------------------------------- | ----------------------- | -------------- |
| Schiffstraße 13 (Standort) | Bürgerhaus | Zweigeschossiger Traufseitbau, Obergeschoss Fachwerk verputzt, um 1720 | D-5-62-000-585 Wikidata | weitere Bilder |